# 3343 Nedzel
A 3343 Nedzel (ideiglenes jelöléssel 1982 HS) egy marsközeli kisbolygó. Lincoln Laboratory ETS fedezte fel 1982. április 28-án.